# Kambodzsa
Kambodzsa (khmerül: កម្ពុជា Kâmpŭchéa, franciául: Cambodge), hivatalos nevén Kambodzsai Királyság (khmerül: ព្រះរាជាណាចក្រកម្ពុជា Preăh Réachéanachâkr Kâmpŭchéa) Magyarországnál csaknem kétszer nagyobb ország Délkelet-Ázsiában, az Indokínai-félszigeten, a Thai (Sziámi)-öböl partján.
Az ország őslakóit khmereknek hívják. Túlnyomó többségük théraváda buddhista vallású, amely az alkotmányban rögzített államvallás.
A mezőgazdaság továbbra is a meghatározó; más fő  gazdasági ágazatai az építőipar, a ruházati ipar és a turizmus. A gazdaság erősen dollárosított: a mindennapi életben az amerikai dollár és a kambodzsai riel fizetőeszközként egyaránt használható.
A volt francia gyarmat 1953-ban nyerte el függetlenségét. A vietnámi háború alatti (amerikai, dél-vietnámi) megszállását húsz évig tartó polgárháborús időszak, majd a vörös khmerek rémuralma és a kambodzsai–vietnámi háború követte. A 20. század végén és a 21. század elején a világ egyik legszegényebb országa volt, azóta viszont jelentős előrelépést tett a szegénység és az elmaradottság elleni küzdelemben, és a 21. században Ázsia és egyben a világ egyik leggyorsabban növekvő gazdaságával rendelkezik.

## Földrajz
Nyugatról és északnyugatról Thaiföld, északkeletről Laosz, keletről és délkeletről pedig Vietnám határolja. 443 kilométernyi tengerpartja van a Thai-öbölnél.

### Domborzat
Felszíne kisebb rögökkel tarkított alföld, csak délnyugati részén találhatók középmagas hegyláncok. Az állam 75%-a 100 m-nél alacsonyabban fekszik, és középső részét a termékeny központi alföld (Kambodzsai-alföld) foglalja el.
A kevés hegylánc közé tartozik délnyugaton a Krâvanh-hegység (Kardamom-hegység), ennek délkeleti nyúlványa a Dâmrei-hegység  (magyarul Elefánt-hegység). Északon a thai határon a Dângrêk-hegység  húzódik. Északkeleten és keleten a Vietnámi-hegység  nyúlványai húzódnak be az ország területére.
Kambodzsa legmagasabb pontja a Kardamom hegységhez tartozó Phnom Aoral: 1813 méter magas.

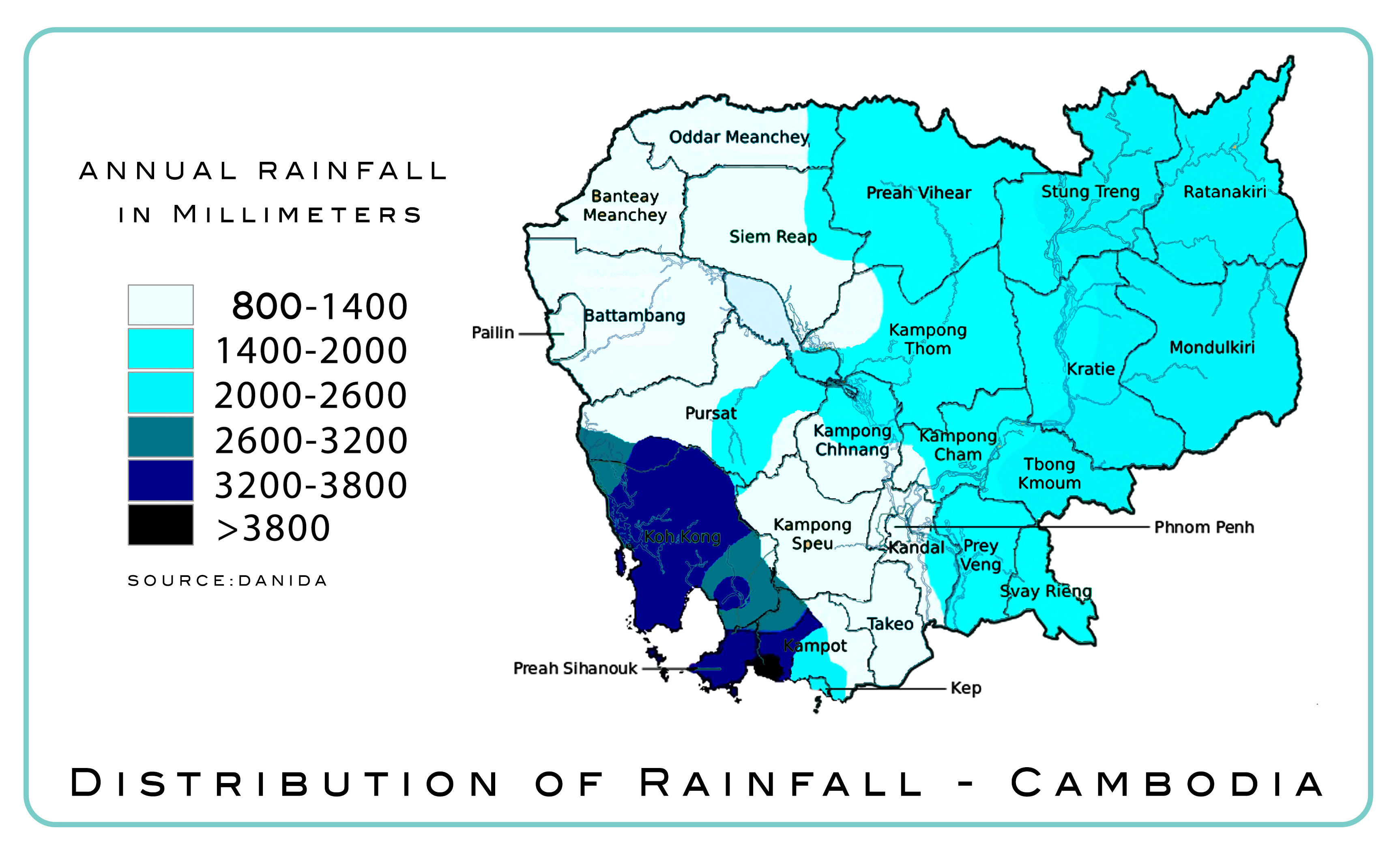
Kambodzsa évi csapadékmennyiségének térképe (mm)

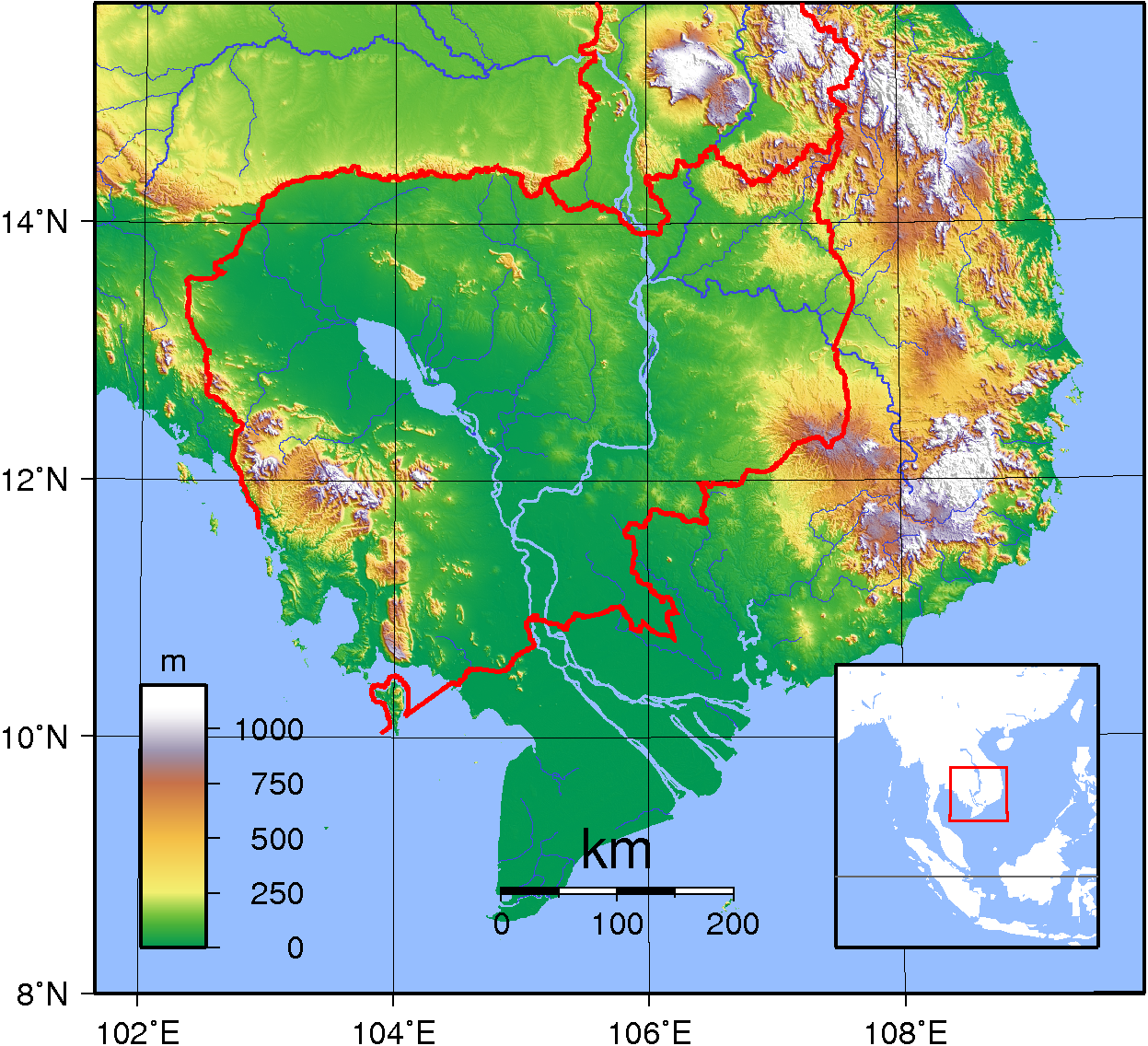
Kambodzsa domborzati térképe

### Éghajlat
A trópusi monszun övezetben fekszik. A medence évi középhőmérséklete 27-28 °C, 3-4 °C évi ingadozással. A nappali maximumok: 30-35 °C, az éjszakai minimumok: 20-25 °C.
A délnyugati monszun csapadékban gazdag levegőt hoz India és a Thai-öböl felől május és október között. A legcsapadékosabb hónapok a szeptember és az október. A száraz évszak novembertől márciusig tart, ekkor az északkeleti monszun alig hoz csapadékot. A legszárazabb hónapok a január és a február.

#### Éghajlatváltozás
A Nemzetközi Fejlesztési Kutatóközpont és az ENSZ alapján DK-Ázsiában a Fülöp-szigetek mellett az egyik legsebezhetőbb ország az éghajlatváltozás hatásaival szemben. 
Szinte minden tartományát érinti az éghajlatváltozás. 2001-ben, majd 2002-ben is katasztrofális áradások következtek be, de szinte minden évben van valamilyen fokú árvíz. A 2020-as csendes-óceáni tájfun szezonban Kambodzsa 17 tartományát érintették súlyos áradások.  A tengerparti lakosság különösen veszélyeztetett.

### Vízrajz

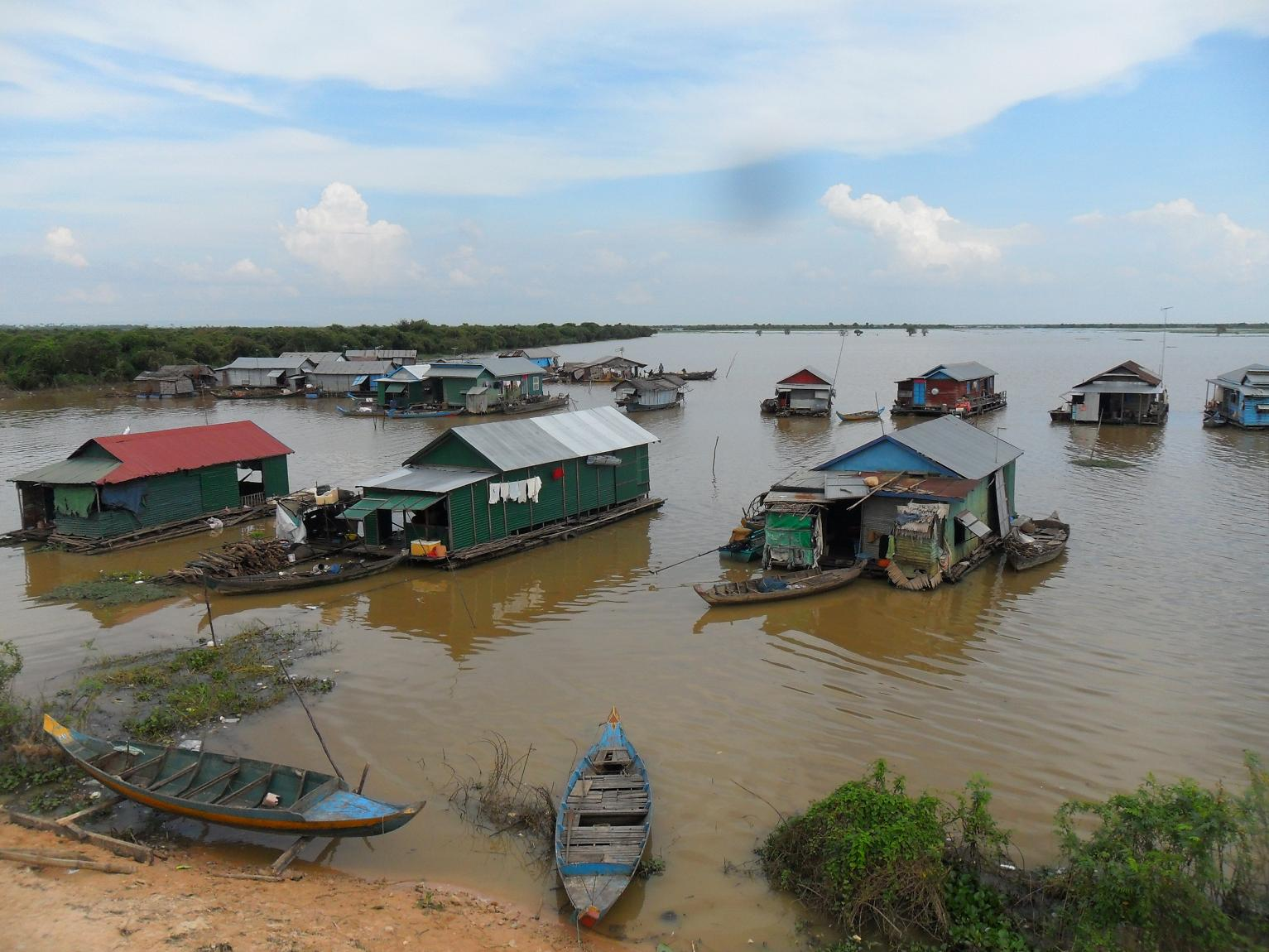
Tutajházak a Szap-tó szélén

Kambodzsa vízrajzában két meghatározó tényező van:
- a Mekong (khmerül Tonle Thom, azaz „nagy folyó”)

A Mekong É-D-i irányban szeli át Kambodzsa területét. Felső szakasza zuhatagos, csak Kratyehtől  hajózható.
- a Szap-tó (Tonle Szap, azaz „nagy tó”)

A Szap-tó (Tonle Szap) az ország legnagyobb tava. Száraz időszakban kb. 2600 km² területű, de az esős évszakban a 16 000 km²-es nagyságot is elérheti. A Mekong és a Szap-tó sok embernek nyújt megélhetést a halászat révén.

### Élővilág, természetvédelem
A csapadéknak megfelelően a medence természetes növénytakarója a ritkás, lombhullató monszunerdő, illetve a szavanna, a csapadékosabb hegyvidéken az örökzöld esőerdő. A Szap-tavat sajátos, vízkedvelő fás szavanna övezi, mivel évente több hónapon át elárasztja a felduzzadt tó vize. A partvidéken mangrovemocsarak vannak. A háborúk és az intenzív fakitermelés következtében az erdők kissé megritkultak és az itt élő állatfajok egy része eltűnt, illetve veszélyeztetetté vált. Sík vidéken jellemző a Palmira-pálma.
A főemlősök közül megtalálhatók a medvemakákók és a közönséges makákók. A ragadozók közül előfordul az ázsiai vadkutya és az ázsiai aranymacska. Néhány kisebb vad populációja él az ázsiai elefántnak. Jellegzetes a disznószarvas, a líraszarvas. Előfordul még a hátsó-indiai és a bengáli tobzoska. A madarak közül itt él a szürke pelikán, a szumátrai gém, jávai marabu, feketefejű és óriás íbisz, bengáli és hosszúcsőrű keselyű stb.

#### Nemzeti parkjai
- Botum Sakor Nemzeti Park (wd) - Botum Sakor egy félsziget; a N. P. az ország legnagyobb parkja, a Thai-öböl partján
- Kep Nemzeti Park (wd) - az ország déli csücskén található; a parkban ösvényekkel átszőtt kis hegyvonulat fekszik
- Kirirom Nemzeti Park (wd) - a Kardamom-hegység délkeleti részén fekszik, számos gyalogösvényt magába foglal az erdőkön keresztül, kis tavakkal és vízesésekkel.[17]
- Phnom Kulen Nemzeti Park (wd) - a Szap-tótól északra, Siem Reaptól 48-km-re fekszik; két vízesés is található itt
- Preah Monivong Nemzeti Park (wd) - az ország déli részén található, érdekes sziklaformákkal
- Ream Nemzeti Park (wd) - az ország déli csúcsán található, 18 km-re Sihanoukville városától
- Virachey Nemzeti Park (wd) - az ország északkeleti csücskében található

## Történelem

### Korai történelem
Az 1–6. századig a mai Kambodzsa területe a Thaiföldet, Malajziát, Laoszt és Dél-Vietnámot magában foglaló buddhista Funan Birodalomhoz tartozott, amely Kínával laza vazallusi függésben állt. A 6. században alakult ki a Csenla állam, amely Kambodzsára és Dél-Laoszra terjedt ki. Ennek uralkodó vallása a hinduizmus volt.

### A Khmer Birodalom (802–1431)

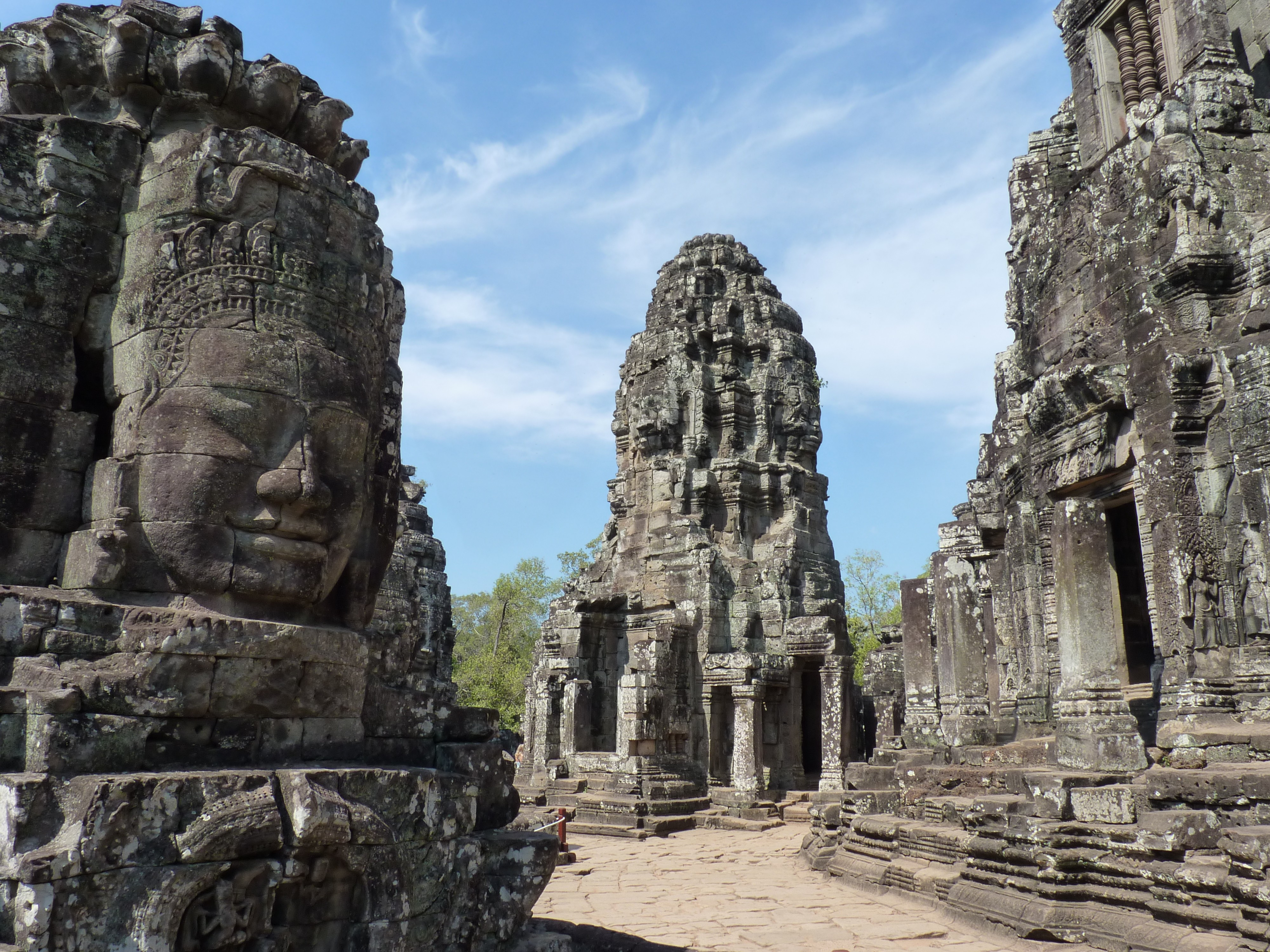
Angkor romjai

802-ben II. Dzsajavarman alapította a Khmer Birodalmat, amely évszázadokig a legerősebb állam volt az Indokínai-félszigeten. A korlátlan hatalmú uralkodók sorozatos hadjáratokban hatalmas területeket hódítottak meg. Az állam a 12. században, II. Szurjavarman és VII. Dzsajavarman uralkodása idején érte el legnagyobb kiterjedését, ekkor hatalma kiterjedt a Maláj-félszigetre, illetve a mai Kambodzsa, Laosz, Thaiföld és Dél-Vietnám területére. Magas színvonalú mezőgazdasággal, illetve kézműiparral rendelkezett, és élénk kereskedelmet folytatott Indiával és Kínával. A 12–13. századok során kiegyenlített harcban állt a Csampa államalakulattal. A 13. századtól belső viszályok, valamint a sziámi és annami betörések gyengítették a birodalmat, míg végül 1431-ben a khmerek feladták a fővárosukat, Angkort.

### 1432–1863
Angkor elfoglalása után, egy rövid átmeneti korszakot követően, 1434-ben a khmer állam áthelyezte székhelyét a mai Phnompen vidékére. A sziámi és annami királyok további területeket szakítottak le az országból, és bár Ponhéa Jat uralkodása idején (1441–1467) rövid békeidőszak köszöntött be, végül a khmer uralkodók függő helyzetbe kerültek Sziámmal szemben, akik 1594-ben az új fővárost, Loveket is bevették. 1618-ban egy sikeres felkeléssel kiűzték a sziámi helyőrséget, és rövid időre ismét független lett. Ezután azonban a Sziám és Annam közötti viszályok gyújtópontjába került az ország, amelyek egymást váltva uralkodtak az ország területének nagy részén. 1739-ben II. Thommo Racsa király megpróbálta visszafoglalni az elragadott területeket, de nem járt sikerrel. Ezután tovább folytatódott a Sziám és Vietnám közötti ellenségeskedés, Ang Mei kambodzsai királynő uralkodása idején különösen, egészen a francia gyarmatosításig.

### Kambodzsa a gyarmati időszakban (1863–1953)
Az ország 1863 és 1953 között az Indokína nevű francia gyarmat része volt. 1863-ban a Sziám által hatalomra juttatott király, Norordom, Franciaország védnökségét kérte. 1867-ben erről meg is állapodott a sziámi király és Franciaország. Ezért cserébe Battambang és Sziemreap tartományok is Sziám fennhatósága alá kerültek. 1906-ban ezeket visszakapta Kambodzsa egy francia–sziámi megállapodás értelmében. Ezek után mint francia gyarmat fejlődött tovább.
1941-ben Japán elfoglalta az országot, és ellenőrzése alatt tartotta egészen 1945-ig. 1945-ben Norodom Szihanuk kambodzsai király kikiáltotta a függetlenséget, de ezután az országot ismét francia csapatok foglalták el. Végül további nyolcévnyi francia uralom és hosszú tárgyalások után 1953. november 9-én Kambodzsa függetlenné vált.

### 1953–1975
1955-ben Szihanuk lemondott a trónról apja javára, hogy miniszterelnök lehessen. 1960-ban apja halála után továbbra is ő maradt a miniszterelnök, de fölvette a hercegi címet is. A vietnámi háború kezdete után a semlegességi politika mellett szállt síkra. 1970-ben gyógykezelés céljából Párizsba utazott, ezalatt 1970. március 18-án Lon Nol és Sziszovath Szirik Matak herceg vezetésével államcsínyt hajtottak végre. Emiatt az országban nemzeti ellenállási mozgalom bontakozott ki, és külföldi csapatok is érkeztek a felkelők segítségére, például a Vietkongtól. Emiatt Nixon elnök támadást rendelt el a Dél-Vietnámmal határos Kambodzsa területén lévő Vietkong-bázisok ellen, illetve bombázták is az országot. Erre a Vietkong katonái beljebb nyomultak az országban, ami azt tovább destabilizálta. Ez kedvezett a Vörös Khmerek mozgalmának, akik eddig főleg a hegyvidékeken birtokolták az országot, de ezután egyre inkább előrenyomultak, míg végül a kambodzsai újév napján, április 17-én bevonultak Phnompenbe.

### A vörös khmerek (1975–1979)

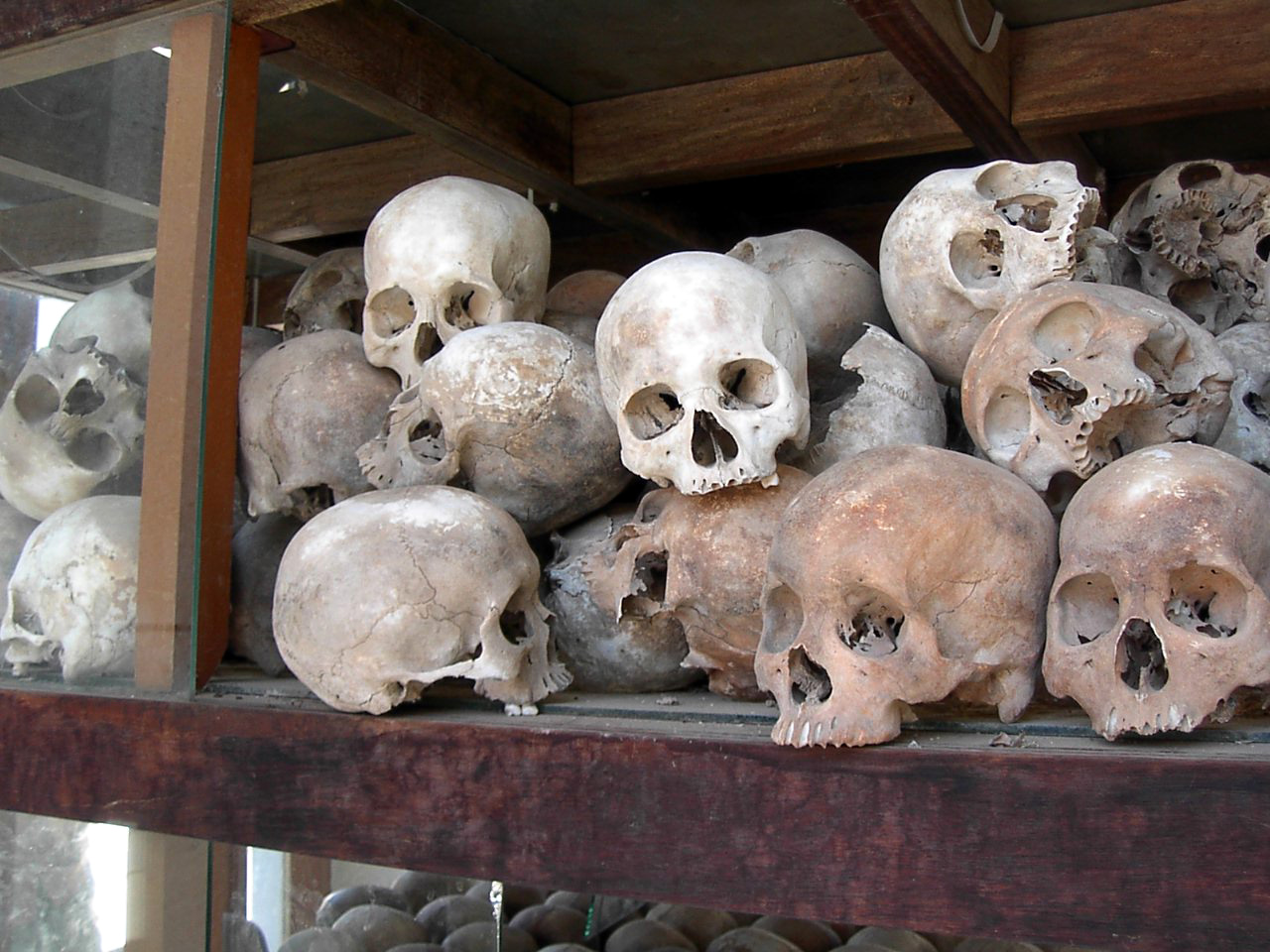
A vörös khmerek rémuralmának áldozatai

Miután a Pol Pot vezette vörös khmerek bevonultak a fővárosba és kikiáltották a Demokratikus Kambodzsa nevű államot, az ország történelmének legsötétebb, legvéresebb korszaka kezdődött el, egyben a világtörténelem eddig valaha volt legtébolyultabb rémuralma jött létre az országban.
A vörös khmerek egy agrárparaszti kommunista országot akartak létrehozni, és emiatt úgy gondolták, hogy nincs szükség értelmiségiekre. Ezért haláltáborokat hoztak létre, ahová bárkit elhurcoltak, ha értelmiségi, tanár, vallási vezető, nem khmer nemzetiségű, szemüveges, nyugattal kapcsolatban álló vagy a „rendszerre veszélyes” ember volt. Gyermekeket kényszerítettek arra, hogy azzal bizonyítsák hűségüket a Pol Pot rezsimhez, hogy beárulják, sőt egyenesen meggyilkolják szüleiket. A legszolidabb becslések szerint is több mint egymillió ember halt meg, de van olyan vélemény, miszerint az akkori 8 milliós lakosság egyharmadát kiirtották. A városokból rengeteg embert telepítettek ki a bombázásokra hivatkozva. A kegyetlenkedések elől sokan átszöktek a thai határon.

### Kambodzsai Népköztársaság (1979–1989)
A vietnámi határ sorozatos megsértése és a vietnámi kisebbség kivégzése miatt Vietnám 1979-ben elűzte a Pol Pot-rezsimet, amely a hegyekbe és őserdőkbe visszahúzódva folytatott gerillaharcot egészen 1996-ig. Pol Pot 1998-ban halt meg. Emberiség elleni bűntetteiért soha nem vonták felelősségre.
1979-ben, a vietnámi hadsereg bevonulása után az általuk támogatott kormány került hatalomra. A katonák gerillaharcot folytattak a hegyekbe visszahúzódott Vörös Khmerekkel. A továbbra is polgárháborúhoz hasonló állapot az 1980-as évek végétől kezdett megszűnni. Ugyanekkor tárgyalások is kezdődtek a vietnámi katonák kivonulásáról, amire végül 1989-ben került sor.
Az ENSZ Pol Pot rezsimjét továbbra is, mint az ország legitim kormánya ismerte el, így azok még a népirtást követően 10 évig megtarthatták helyüket az ENSZ-ben.

### A királyság visszaállítása
Miután a vietnámi katonák elhagyták az országot, tárgyalások kezdődtek Párizsban az ország jövőjéről. ENSZ békefenntartó csapatokat küldtek az országba, és 1993-ban megtartották az első szabad választásokat. A választók 90%-a kinyilvánította a véleményét. Az első helyen Norodom Ranariddh pártja, a FUNCINPEC győzött, a második helyet a Hun Szen vezette CPP (Kambodzsai Néppárt), a harmadikat a Buddhista Liberális Párt szerezte meg. Megalakult a 120 tagú Nemzetgyűlés, amely Norodom Szihanukot választotta királlyá, Norodom Ranariddh és Hun Szen pedig miniszterelnökök lettek. Az 1998-ban tartott választásokat a CPP nyerte, maga mögé utasítva FUNCINPEC-et és az SRP-t. Koalíciós kormány alakult, a miniszterelnök Hun Szen lett. A 2003. július 27-én tartott választások hasonló eredménnyel végződtek. Ismét Hun Szen lett a miniszterelnök, és a mai napig is ő az. 2004-ben Szihanuk király egészsége leromlott, ezért lemondott a trónról. Először úgy tűnt, hogy Norordom Ranariddh lesz az új király, de a koronázó tanács végül Norodom Szihamonít választotta Kambodzsa új királyává. Az ország gazdasága igen gyorsan nőtt a 2000-es és 2010-es években, és jelentős befektetési és infrastruktúra-fejlesztési támogatást kapott más országoktól, főleg Kínától az Egy Övezet Egy Út kezdeményezés részeként.
Nyugati szomszédjával, Thaifölddel komoly határvitája alakult ki a thai Ubon Ratchathani és a kmabodzsai Preah Vihear tartomány választóvonalán fekvő térség kapcsán, ahol egy ősi szent templom és nem mellesleg erőforrásokban gazdag vidék is van, így a nacionalista érdekeket gazdasági érdekek is átszövik. A kérdéses régióban 2008-ban, 2011-ben és 2025-ben alakultak ki fegyveres villongások a thaiföldi és a kambodzsai hadsereg között. A felek tárgyalásos úton próbálják ugyan rendezni a területi vitát, ennek ellenére a konzultációk nem vezetnek eredményre a két állam közötti nagyfokú bizalmatlanság miatt. A szomszédos országok a vita elfajulásától, s egy nyílt háború kirobbanásától tartanak.

## Politika és közigazgatás
- Az ország államformája monarchia, kormányformája parlamentáris monarchia.
- A király az állam feje. A királyt, Norodom Szihamonít 2004. október 29-én választotta meg egy kilenctagú koronázótanács. Igazi hatalma nem nagyon van, inkább reprezentációs feladatokat lát el.
- A kormány feje a miniszterelnök, akit a király nevez ki a Nemzetgyűlés jóváhagyása után. A tényleges hatalmat tehát a miniszterelnök által vezetett kormány, illetve a parlament két háza, a Nemzetgyűlés és a Szenátus birtokolja. 2023 táján a miniszterelnök Hun Manet.

A miniszterelnök a kormányfő, akit az uralkodó nevez ki a parlamenti többségi koalíció vagy párt közül a törvényhozási választásokat követően. Hun Szen először 1985-ben lett miniszterelnök. A 2018-as nemzetgyűlési szavazások után újra jelölték, amelyek nem kínáltak érdemi választási lehetőséget a választóknak. A legtöbb nemzetközi megfigyelőcsoport a verseny erősen korlátozó jellege miatt nem volt jelen.
A kétkamarás parlament a 62 fős szenátusból és a 125 fős Nemzetgyűlésből áll. A szenátorok hivatali ideje hat év, míg a nemzetgyűlés tagjait közvetlenül öt évre választják.

### Jogállamiság
A Freedom House 2022-es jelentése az országot a „nem szabad” kategóriába sorolta. Kambodzsa politikai rendszerét több mint három évtizede Hun Szen  és a Kambodzsai Néppárt (CPP) uralja. Míg az országban korábban félig versenyszerű választásokat tartottak, a 2018-as választásokat súlyosan megsértették. Hun Szen kormánya azóta is nyomást gyakorol az ellenzékre, a független sajtóorgánumokra és a tüntetőkre, megfélemlítéssel, politikai vádemelésekkel és erőszakkal. A kormánypárt (CPP) teljes ellenőrzést gyakorol a Nemzeti Választási Bizottság felett.
A 2018-as választáson a CPP mindkét kamarában az összes mandátumát megnyert eredményét a nemzetközi megfigyelők sem szabadnak, sem tisztességesnek nem tartották. A szavazás előtt a legfelsőbb bíróság betiltotta a legfőbb ellenzéki pártot, a Kambodzsai Nemzeti Mentőpártot (CNRP); tagjai közül sokan börtönbe kerültek, és számos médiumot bezártak.
A 2018-as választásokat követően Kambodzsa gyakorlatilag egypárti állam. A fő ellenzéki CNRP-t betiltották, vezetőit pedig bűnök sorával vádolják, míg más prominens pártvezetők elmenekültek az országból. Bár számos kisebb ellenzéki párt indult a 2018-as alsóházi választásokon, egyik sem szerzett mandátumot.
A politikai ellenzék tagjait, köztük a CNRP tagjait és támogatóit, valamint más politikai aktivisták széles körét zaklatták és letartóztatták 2021-ben. Hun Szen egyre inkább központosítja a hatalmat, és a szűk körén kívül eső személyeknek csekély befolyásuk van a politikai döntéshozatalra, fia, Hun Manet miniszterelnöki kinevezésével az eleve egypártrendszerű, autoriter állam gyakorlatilag örökletes diktatúrává vált.
Az igazságszolgáltatás a végrehajtó hatalom teljes ellenőrzése alatt áll, és a hatalmon levők politikai ellenfelei elnyomásának egyik eszköze. 2021 elején a fővárosi bíróság tömeges pert indított 130 ember ellen, akik többségében az ellenzéki CNRP korábbi magas rangú tagjaiból és támogatóikból álltak.
A korrupcióellenes törvényeket nem megfelelően hajtják végre, és a korrupció széles körben elterjedt. A miniszterelnök családjának tagjai pozíciójukat arra is felhasználták, hogy több millió dolláros vagyont tartsanak külföldön, és ciprusi útleveleket szereztek a Citizenship by Investment (állampolgárság befektetés révén) program révén; ahol a résztvevőknek legalább 2 millió eurót kell befektetniük.

### Közigazgatási beosztás
A közigazgatást a következő módon osztották fel:
20 tartomány (khett):
| Kambodzsa tartományai | 1. Banteay Meanchey 2. Battambang 3. Kampongcsnang 4. Kampongszpö 5. Kampongthom 6. Kampongtyam 7. Kampot 8. Kandal 9. Kohkong 10. Kratyeh 11. Mondulkiri 12. Oddar Meancheay 13. Preah Vihear 14. Prejveng 15. Puszat 16. Ratanakiri 17. Stung Treng 18. Sziemreap 19. Szvajrieng 20. Takeo |

4 városi körzet (krong):
1. Kampongszom (Sihanoukville)
2. Kep
3. Pailin
4. Phnompen

10 sziget (koh):
1. Kohkong
2. Koh Polaway
3. Koh Rong
4. Koh Rong Samlon
5. Koh Sess
6. Koh Tang
7. Koh Thass

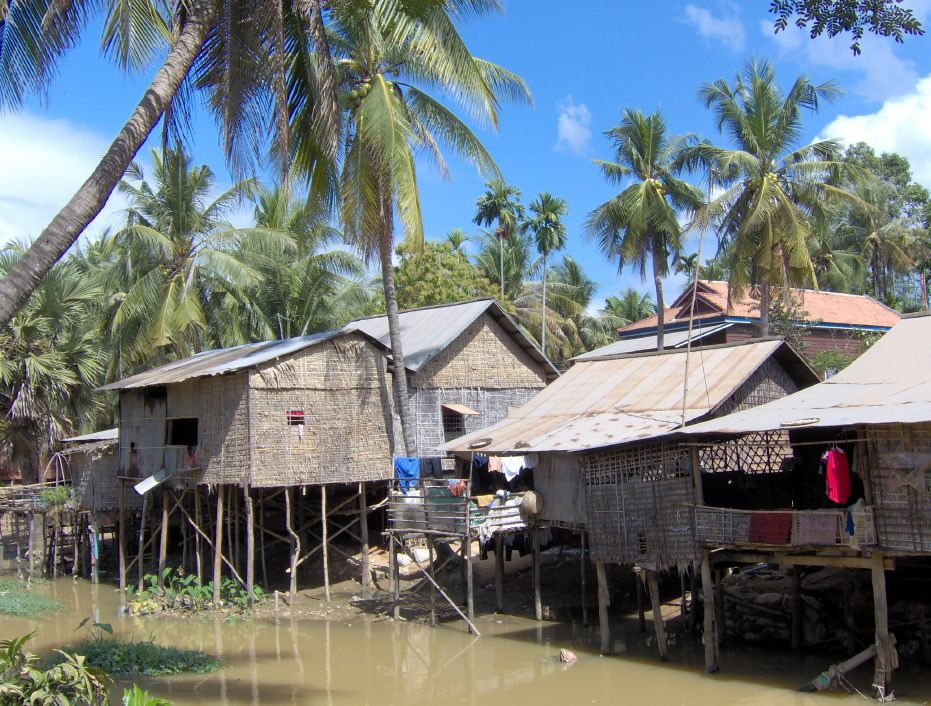
Egy település Sziemreap tartományban

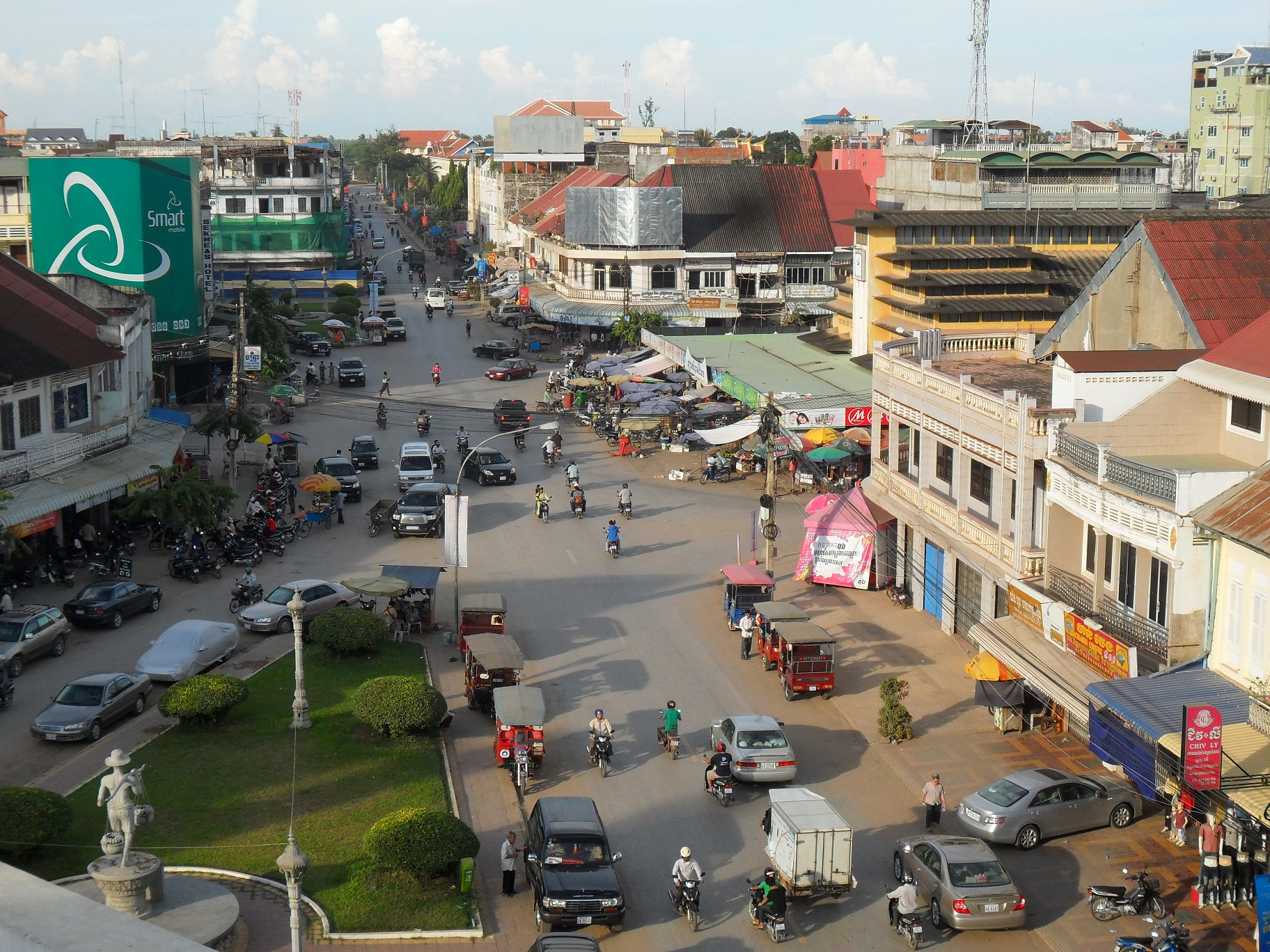
Battambang egy útja a központi piac mellett

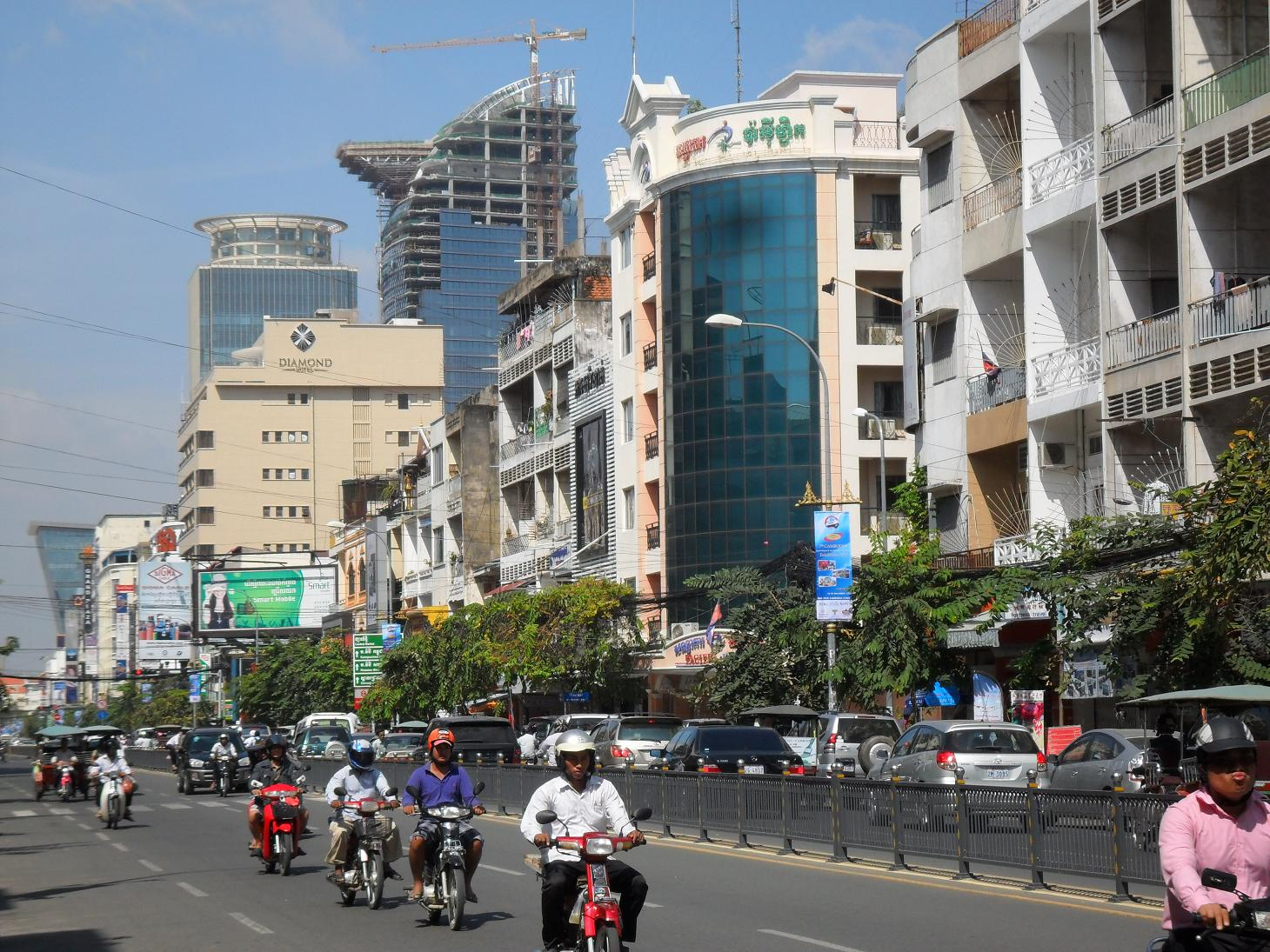
Phnompen, a főváros

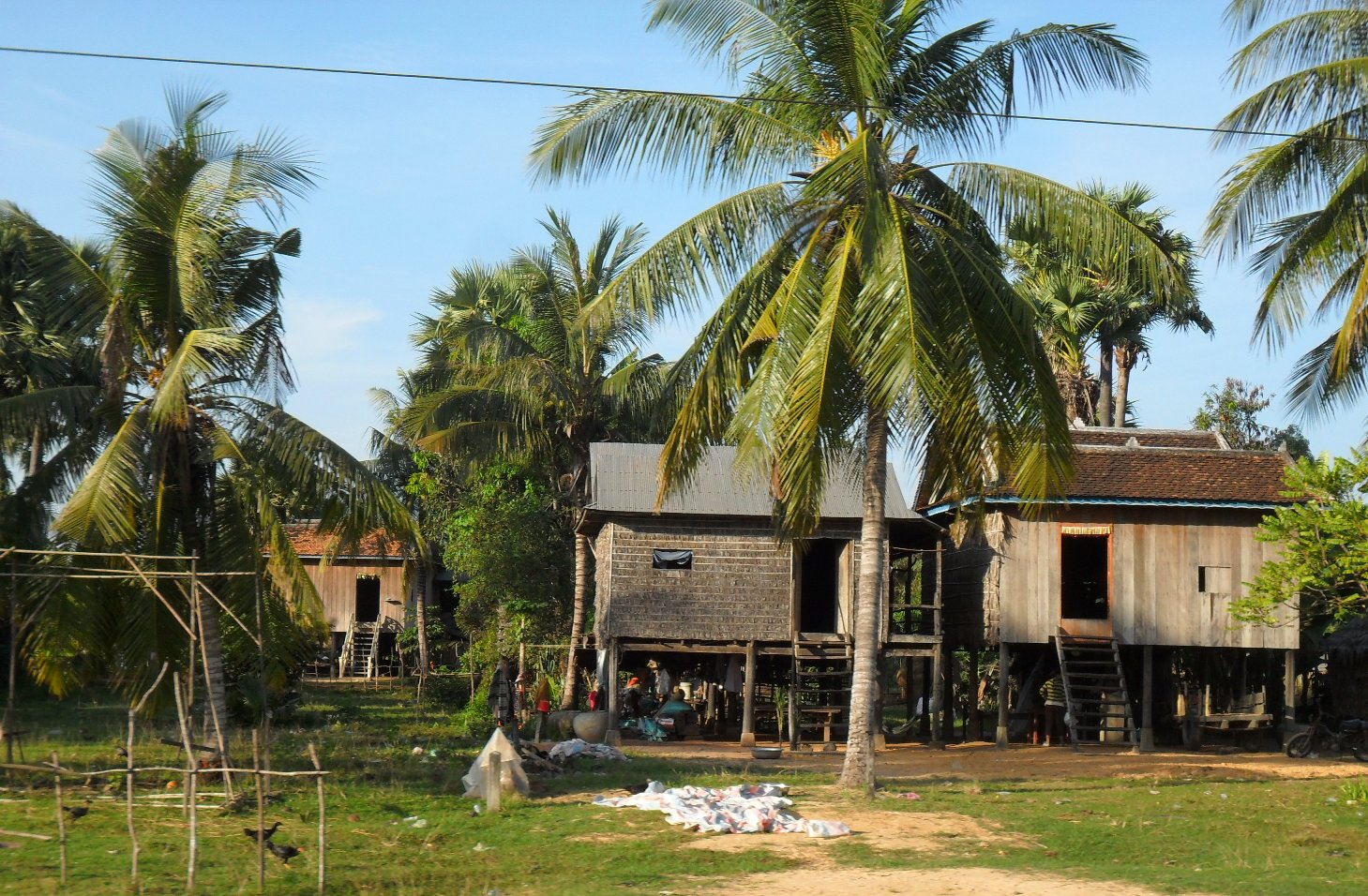
Vidéken jellemző hagyományos házak

8. Koh Tral (Vietnám irányítása alatt, Phú Quốc néven)
9. Koh Traolach
10. Koh Treas

Ezenkívül vannak még kisebb közigazgatási egységek, a körzetek (srok) és a közösségek (khum).

## Népesség

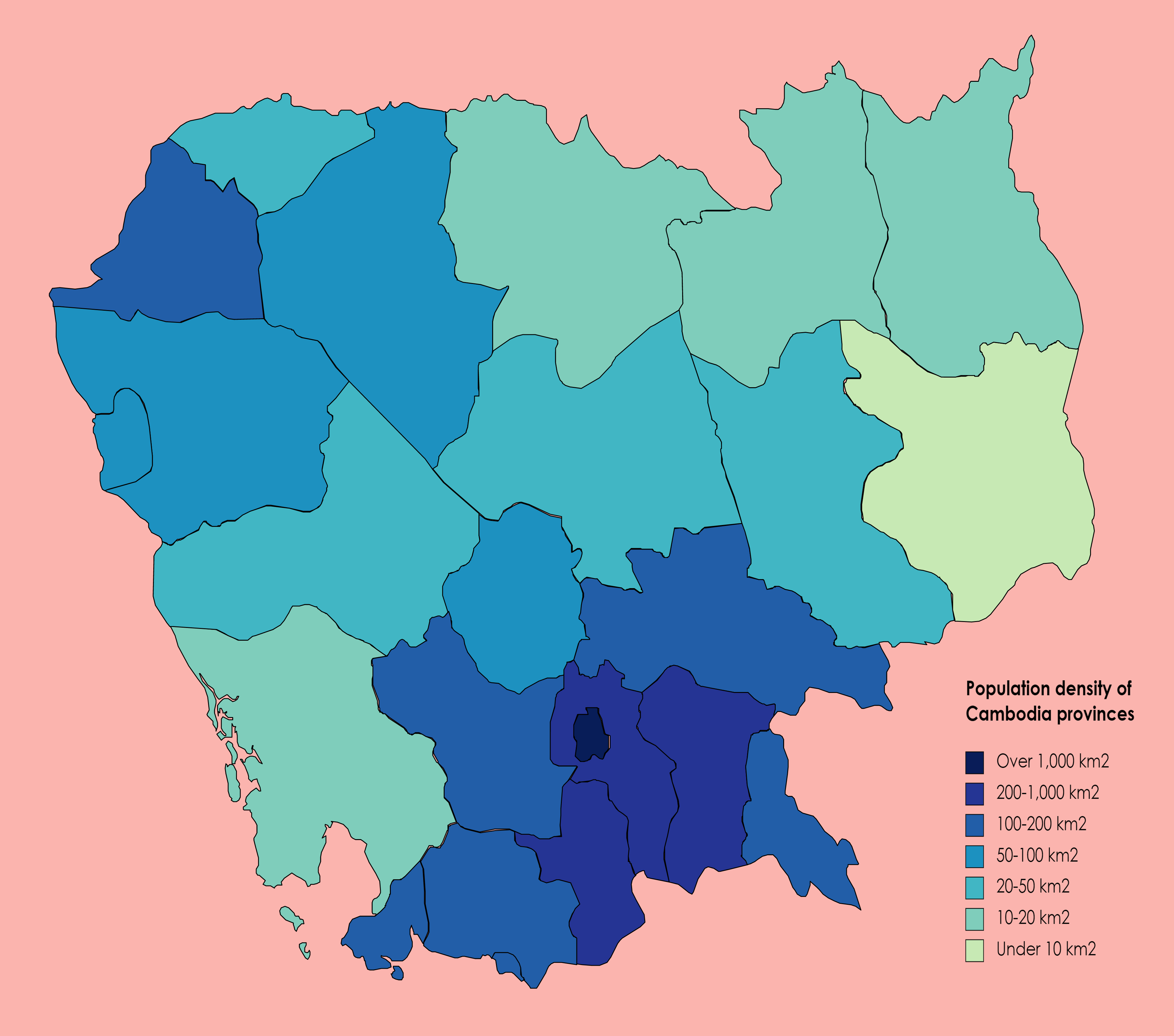
Kambodzsa népsűrűsége 2019-ben

Etnikai térkép

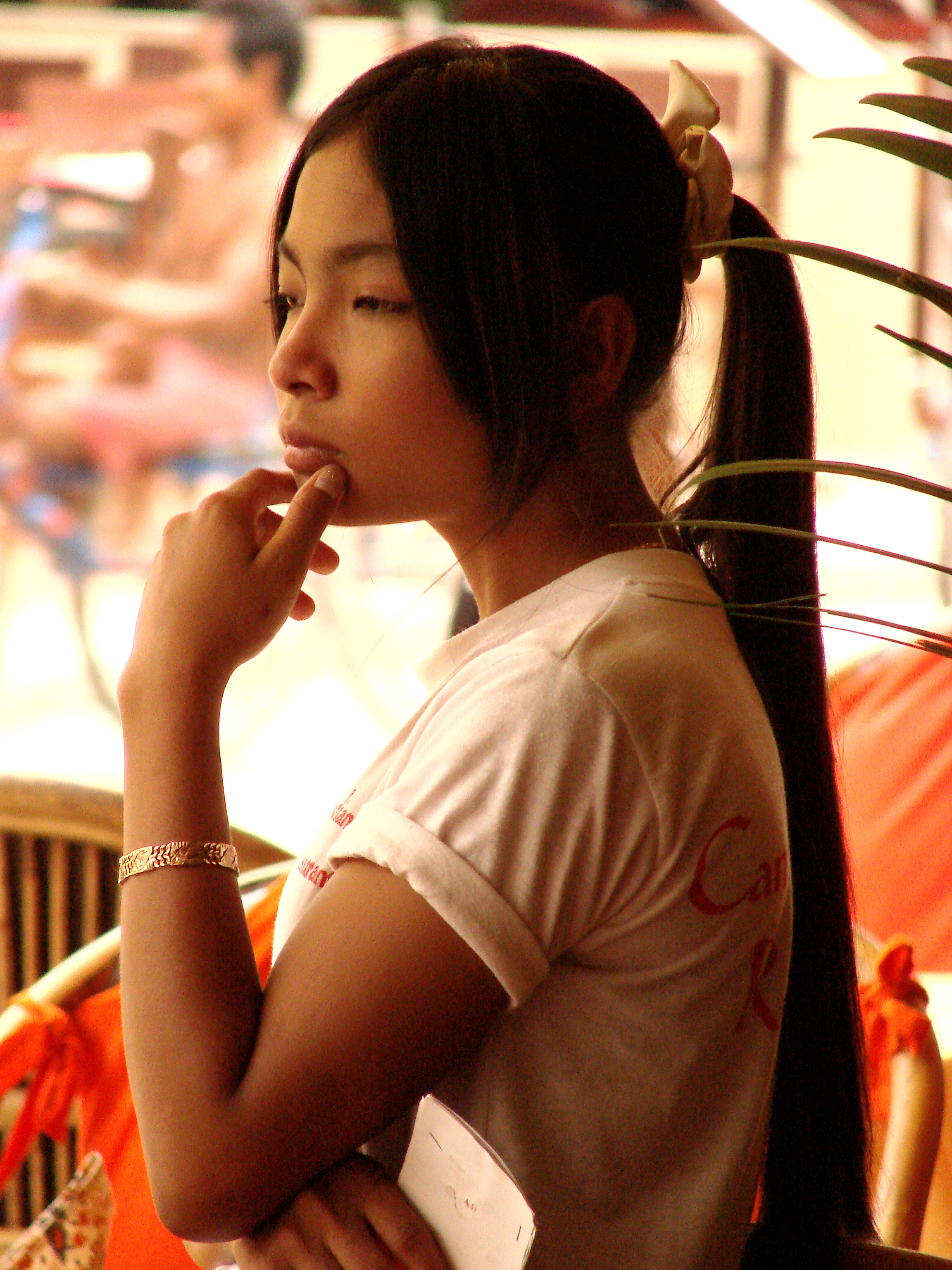
Kambodzsai khmer lány

A népesség eloszlása egyenetlen. A Mekong mentén 250-500 fő/km², a belső száraz szavannán 25-30 fő/km².

### Népességének változása
| Lakosok száma | 5 720 019 | 6 586 874 | 7 334 436 | 6 967 562 | 7 499 331 | 9 378 185 | 11 395 958 | 12 934 369 | 14 144 225 | 17 423 880 |
|               | 1960      | 1966      | 1972      | 1978      | 1984      | 1991      | 1997       | 2003       | 2009       | 2023       |

### Etnikai megoszlás
A lakosság 97,6%-a khmer nemzetiségű. A maradék vietnámi, kínai, egyéb (indiai, lao, thai, nyugati).
Korábban a vietnámiak aránya meghaladta a 10%-ot, a kínaiaké a 6%-ot. A Pol Pot-rémuralom idején kb. egy millió ember pusztult el.

### Nyelvi megoszlás
Az ország hivatalos nyelve a khmer, ami az ausztroázsiai nyelvcsalád mon-khmer ágába tartozik. Beszélik még a franciát, ami a gyarmati időszakban az Indokínai-félsziget lingua francája volt (lingua franca a.m. „közös nyelv”), és az angolt is, ami a diákok, az idegenforgalomban dolgozók és az üzletemberek körében népszerű.

### Vallási megoszlás
Az ország lakosságának közel 97%-a a buddhista vallás híve (théraváda); a muszlimok száma közel 2% (legfőbb gyakorlói a csam népcsoport), a keresztényeké és más vallásoké elenyésző.

## Gazdaság

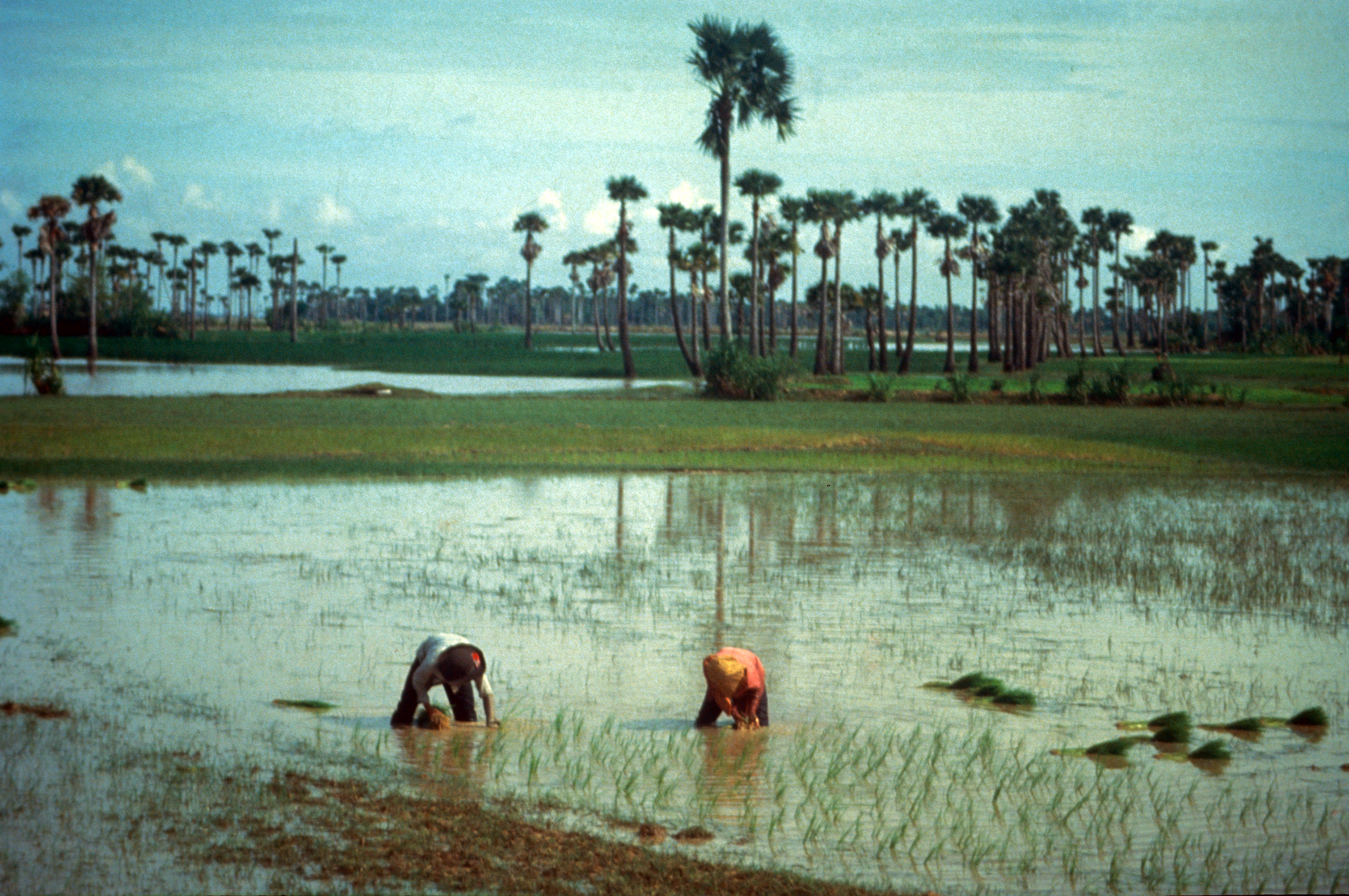
Munkások a rizsföldön

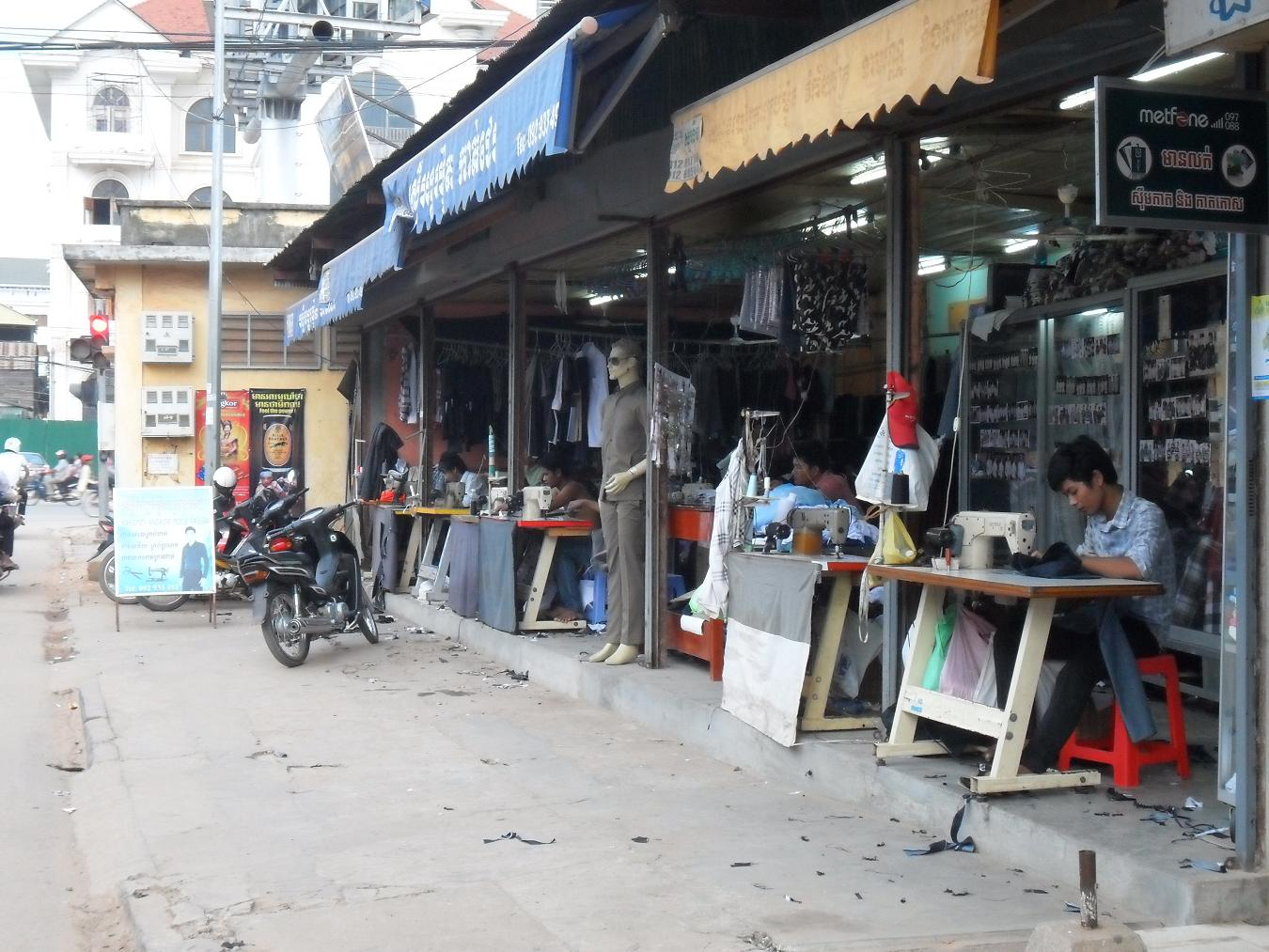
Útszéli varroda

### Általános adatok
Gazdasága: agrárország. Az 1970-es években a vörös khmerek rémuralma és a vietnámiakkal vívott háború során az ország gazdasága teljesen megsemmisült. '80-as évek második felétől kezdett el fejlődni a gazdaság jelentősebben. Az 1997-es gazdasági visszaesés után az ország gazdasága 1998 és 2019 között átlagosan 7,7%-os éves növekedést ért el, így a világ egyik leggyorsabban növekvő gazdaságává vált.
A magas fejlődés ellenére Thaiföldhöz vagy Vietnámhoz képest még mindig elmaradott. Még mindig nagy probléma a szegénység a nép körében és a hivatali korrupció.
Az ország bruttó nemzeti összterméke (GDP) a Világbank várakozásai szerint 6,9%-kal nőhet 2018-ban, ezzel a növekedési ütemmel az adott évben a világ hat leggyorsabban fejlődő gazdaságai közé tartozik.

### Gazdasági ágazatok

#### Mezőgazdaság
Legnagyobb szerepe a mezőgazdaságnak van. A Mekong folyó, illetve a Szap-tó és a Tonle Szap folyó mentén húzódó trópusi monszun éghajlatú alföldön elsősorban rizst termesztenek. 
További fő termények: kukorica, zöldségfélék, kesudió, édesburgonya (batáta), szója, gumi (kaucsuk).
A Szap-tó a Föld egyik halban leggazdagabb tava, sok kambodzsainak nyújt megélhetést.

#### Ipar
Főbb iparágak: ruházati ipar, építőipar, rizshántolás, halászat, faipar, gumiipar, drágakő bányászat, textilipar.

#### Kereskedelem
- Exporttermékek: fa, ruházat, gumi, rizs, hal
- Importtermékek: olajipari termékek, cigaretta, arany, építőanyag, gépek, közlekedési eszközök

Legfőbb kereskedelmi partnerek 2014-ben:
- Export: USA 24,1%, az Egyesült Királyság 8,7%, Németország 8,1%, Kanada 7%, Japán 6,5%, Vietnám 5,3%, Thaiföld 5%, Hollandia 4,6%, Kína 4,1%
- Import: Thaiföld 28,1%, Kína 20,6%, Vietnám 16,8%, Szingapúr 7%, Hong Kong 5,7%, Dél-Korea 4,1%

#### Az országra jellemző egyéb ágazatok
Jelentős a turizmus.

## Közlekedés

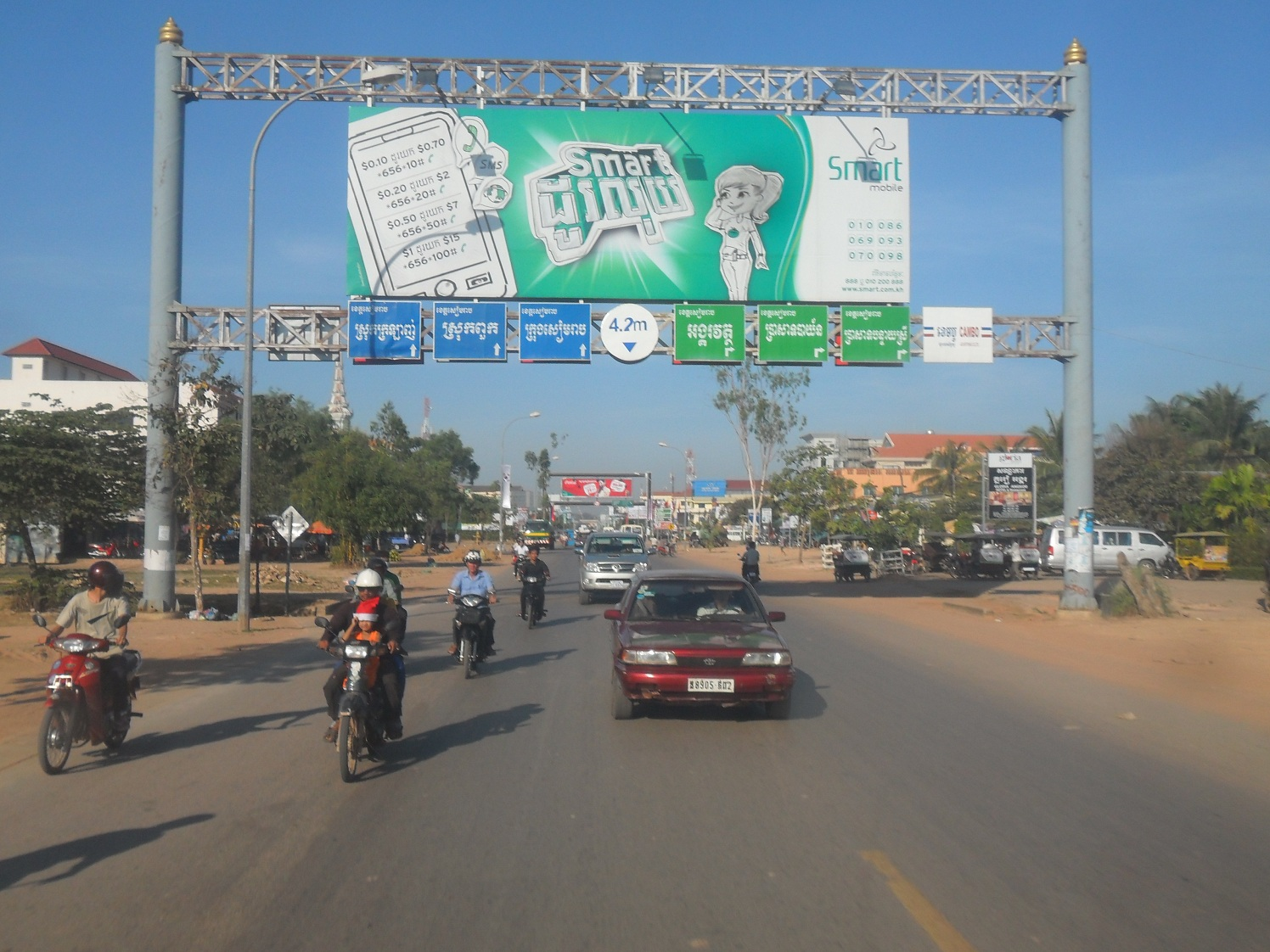
6-os főút Sziemreapnál

### Közúti közlekedés
A közúti közlekedésben egyre inkább kezd helyet kapni az autók és motorbiciklik használata, de még mindig fontos eszköz a hagyományos riksa. Ezt nemcsak a helyiek, hanem a turisták is használják. Sokkal népszerűbb azonban ennél a motortaxi vagy másképp a moto.

### Vasúti közlekedés
Az országnak kettő, összesen 612 km hosszúságú, egyvágányú, méteres nyomtávolságú vasútvonala van. Az egyik vonal Phnompenből Kampongszomba tart, a másik úgyszintén Phnompenből Sziszophonba, de gyakran csak Battambangig megy.

### Légi közlekedés
A 2010-es évek elején két nemzetközi repülőtere van: a Pochentong nemzetközi repülőtér a főváros, Phnompen tövében, a másik pedig az Angkor nemzetközi repülőtér, Sziemreap mellett, a turisták által gyakran látogatott romváros közelében (Angkor). Ezenkívül vannak még más városokban is repülőterek, de ezek csak helyi jelentőségűek (például Battambang, Mondulkiri, Ratanankiri, Stung Treng).

### Vízi közlekedés
A folyami hajózás is jelentős a közlekedésben. Két hajózható folyó van, a Mekong és a Tonle Szap. 2 fő kikötő van, Phnompenben és Kampongszomban, ezenkívül van még néhány kisebb kikötő is a folyók mentén.

## Telekommunikáció
| Hívójel prefix | XU |
| ITU zóna       | 49 |
| CQ zóna        | 26 |

## Kultúra
A khmer kultúra a khmer birodalom virágkora alatt terjedt el. Erős befolyással voltak rá a szomszédos országok, Sziám és Laosz, illetve India, a hinduizmus és a buddhizmus. Főleg a khmer építészet és tánc a jelentős. Az építészetben sokak által ismert Angkor, a híres templomváros. A tánc sok hasonlóságot mutat a környező országokéval. 

### Művészetek

#### Zene, tánc, színjáték
A régi domborműveken számtalanszor feltűnnek a ma használatos kambodzsai hangszerek ősei, fényes bizonyítékául annak, hogy a khmer zenei hagyományok több mint ezer éves múltra tekintenek vissza. A legfiatalabb zeneszerszámokat hat különböző együttesben szólaltatják meg, attól függően, hogy milyen rítus vagy társadalmi, családi esemény van soron. Az együttesek közül a legősibb tradíciókat az esküvők zenekara, areak-ka tudja felmutatni, melyben a húros hangszerek is hangsúlyos szerepet kapnak, míg a táncok jóval intenzívebb zenei kíséretében inkább az ütősök (dobok, xilofonok, cintányérok) dominálnak. 
A színjáték és a táncművészet, csakúgy, mint Thaiföldön vagy Indiában, szorosan összeforr egymással. A királyi udvarban mindig fényes eseménynek számított az "égi nimfák", az apszarák tánca. A különböző udvari és néptáncok mellett külön színfolt még a lkhaon khaol színház (khmer: ល្ខោនខោល), melynek férfi táncosai maszkban lépnek színpadra, hogy mozdulataikkal elmeséljék a hindu Rámájana néhány fejezetét, vagy egy régi khmer történetet. 

### Világörökség
Kambodzsa területéről eddig két helyszín került fel a világörökség listára, valamint kilenc további helyszín a javaslati listán várakozik a felvételre.

### Gasztronómia
A kambodzsai konyha hasonlóságokat mutat a környező országokéval, főleg a thai, az indiai és a kínai konyhával. Gyakran használ gyógynövényeket, például a kínai metélőhagymát vagy a vietnámi koriandert. A fűszerek közül gyakran használt a kurkuma, a gyömbér és a citromfű, a gyümölcsök közül az ananász, a sapoldilla, a jan gyümölcs, a kuy gyümölcs, a zöldségek közül pedig a bébikukorica, a bambuszgyökér és a kínai brokkoli. A legnépszerűbb húsfajta a hal, a halból készült legkedveltebb étel pedig az amok. Ezenkívül népszerűek a sertéshúsból készül ételek, például a twah ko, ami a magyar hurkához hasonló étel, a bárány-, a csirke-, a marhahús, illetve a különleges fajták, például a béka-, a teknős-, a rák-, illetve a tarantullahús. Népszerű ételek az ansom chek, ansom chrook, ngam nguv, lok lak és a kuytheav.

#### Édességek
Kambodzsában egész évben fogyasztják az ősök napja fesztivál kedvelt rizssüteményét, a banánlevélbe csomagolt, banánnal vagy sertésszalonnával és babbal töltött, gőzölve készített num ansamot (នំអន្សម). A num kom ragacsosrizslisztből készült édes sütemény, melyet pálmacukorral,  kókuszforgáccsal és pörkölt szezámmaggal töltenek meg. Hagyományosan az ősökre való emlékezés napján, a Buddha születésnapján, valamint holdújévkor fogyasztják. Piramis alakú, mely a buddhista pagodatornyokat szimbolizálja. A num plae ai (ផ្លែអាយ) ragacsosrizsből készült golyók, melyeket pálmacukorral töltenek és friss kókuszreszelékbe forgatnak. Ünnepségek idején szolgálják fel a népszerű num ah-kor (នំអាកោរ) nevű desszertet, mely sokféle színű lehet és friss kúkuszreszelékkel tálalják. A nom chak-kachan (នំច័ក្ខច័ន) többrétegű sütemény, mely ragacsos rizsliszttel, tápiókaliszttel és kókusztejjel készül. Többféle színben készítik, a zöld és sárga rétegezésű változat a legnépszerűbb.

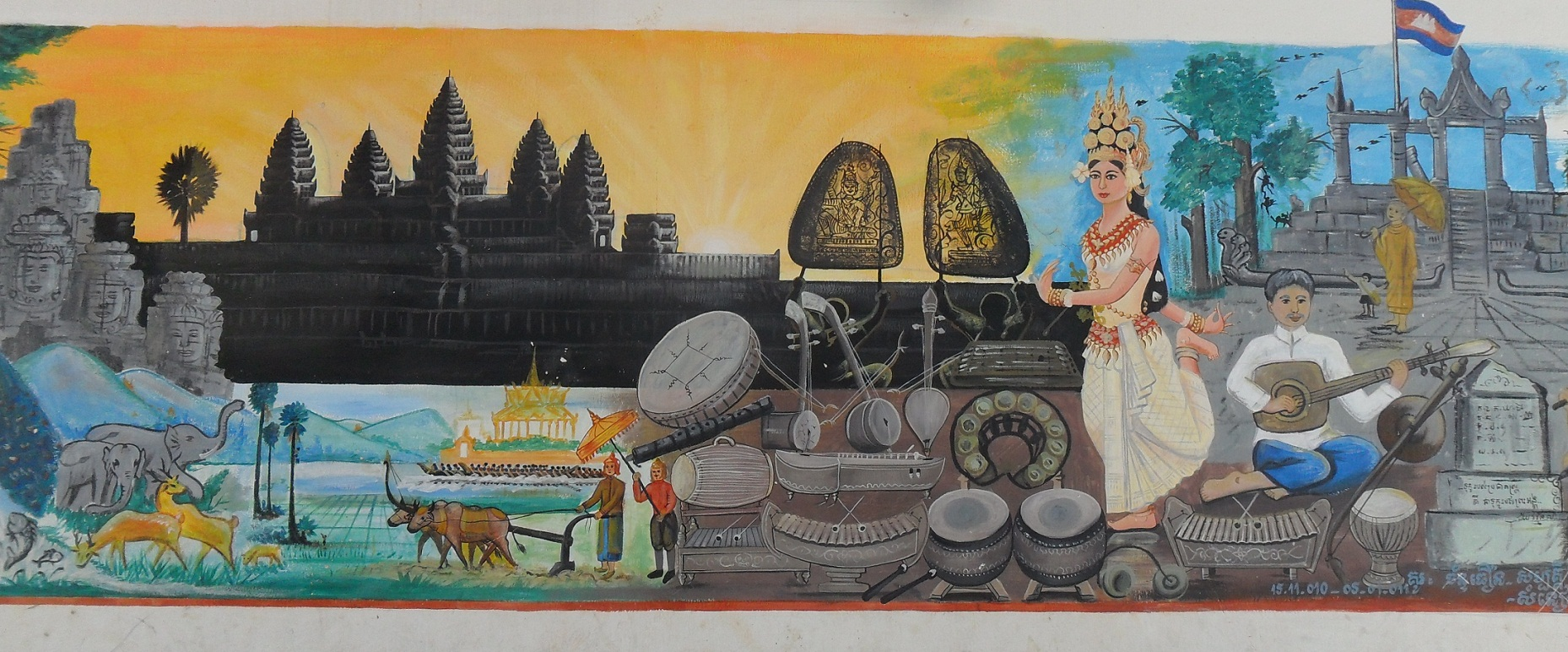
Festmény a kambodzsai életről és kultúráról

## Turizmus
Fő látnivalók

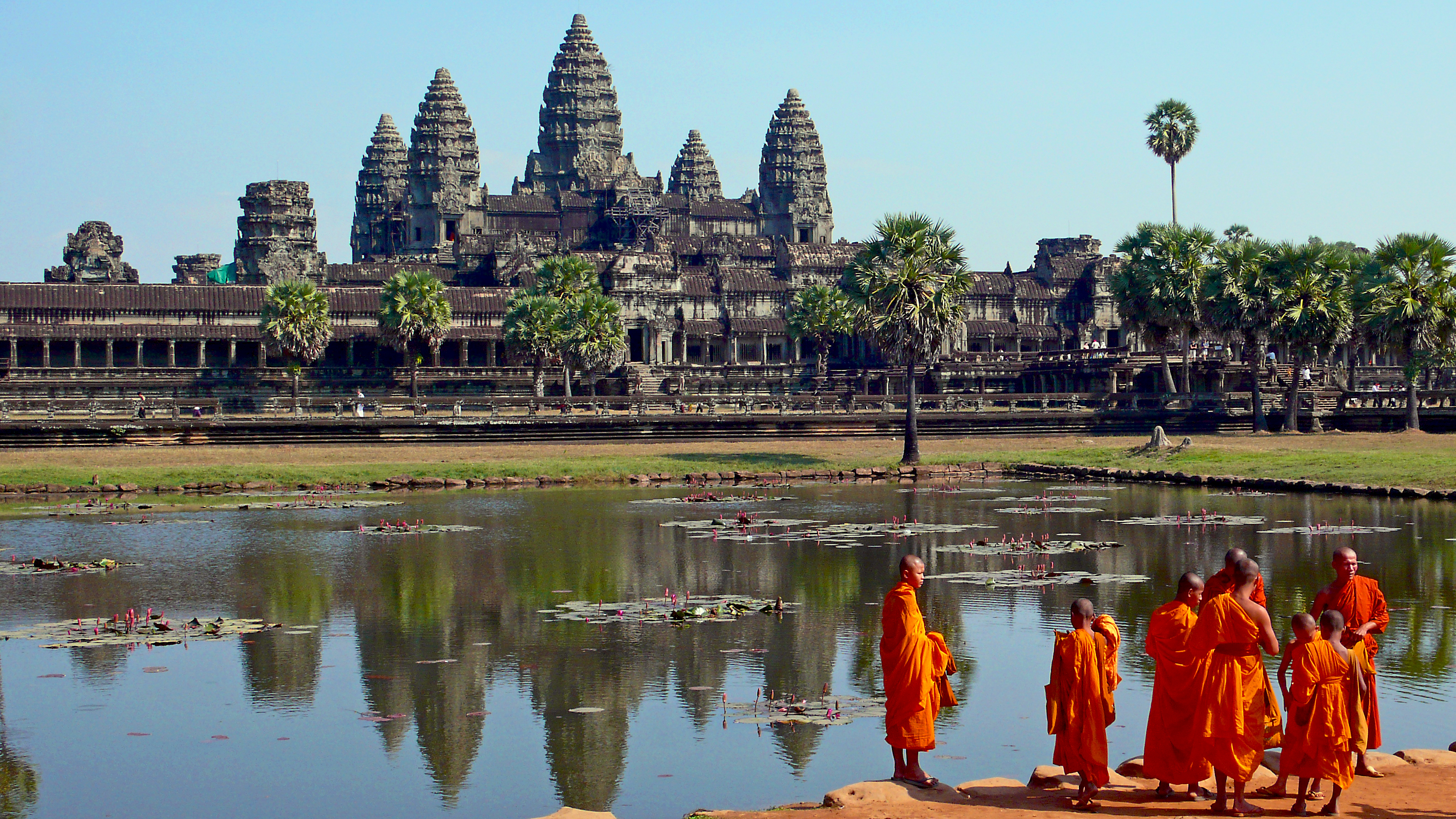
Angkor romváros egy része: Angkorvat, buddhista szerzetesekkel

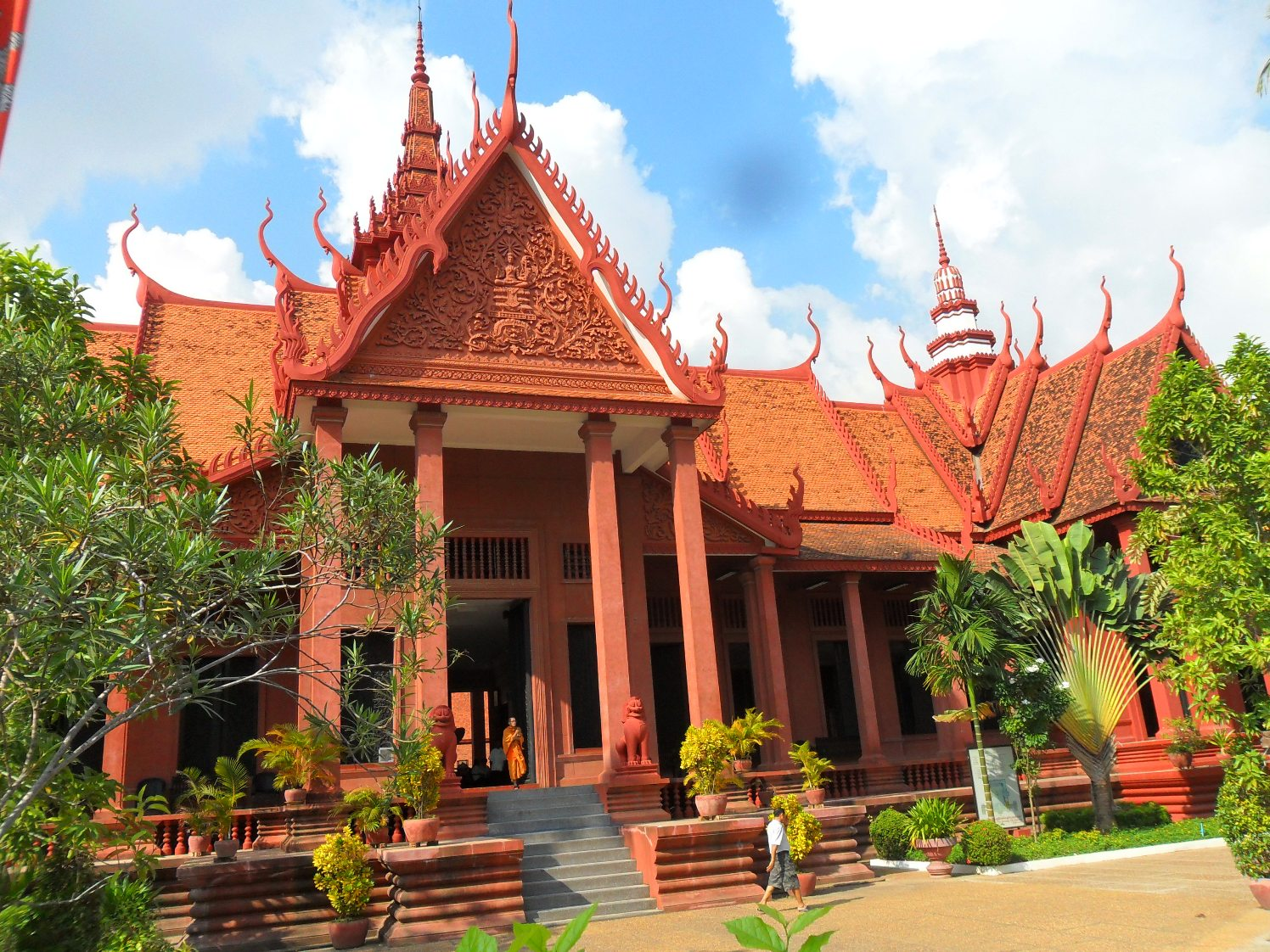
A Nemzeti Múzeum épülete a fővárosban

- Phnompen: Ezüst Pagoda, Nemzeti Múzeum, Királyi Palota, Choeung Ek-i emlékmű
- Angkor: templomváros
- Kampongszom: tengerparti üdülőhely

Oltások
Javasolt oltások Kambodzsába utazóknak a következő betegségek ellen:
- Járványos gyermekbénulás
- Hastífusz
- Hepatitis A (nagy a kockázata a fertőzésnek)
- Hepatitis B (nagy a kockázata a fertőzésnek)
- Veszettség

Javasolt még a malária elleni gyógyszer. Az egész országban nagy a kockázata a megbetegedésnek.
Kötelező oltás, ha fertőzött országból érkezik/országon át utazik valaki:
- Sárgaláz ellen

## Ünnepek
Kambodzsa egyik legjelentősebb ünnepe a Bonn Om Teuk („csónakverseny-fesztivál”). Az esős évszak végén tartják a Mekongon, amikor az kezd visszaállni a normális vízszintjére. Az ország népességének majdnem 10%-a kilátogat erre az eseményre. Részt vesznek a hajóversenyen, hálát adnak a holdnak, tűzijátékot néznek, és játékokat játszanak, mint például a foci vagy kakasviadal.
| Dátum              | Ünnep                                              | Megjegyzés                                                |
| ------------------ | -------------------------------------------------- | --------------------------------------------------------- |
| Január 1.          | Újév                                               |                                                           |
| Január 7.          | A győzelem napja                                   | A Vörös Khmer rendszere feletti győzelem emléknapja       |
| Február            | Meak-Bochea                                        | Buddhista ünnep                                           |
| Március 8.         | Nemzetközi nőnap                                   |                                                           |
| Április 13-15      | Kambodzsai újév                                    | A buddhista naptár alapján                                |
| Május 1.           | A munka ünnepe                                     |                                                           |
| Május 13-15        | Szihamon király születésnapja                      | A király születésnapja 13., az ünnepségek 15-ig elnyúlnak |
| Május              | Mezőgazdasági ünnep                                |                                                           |
| Május              | Vészák                                             | Buddha-nap                                                |
| Június 18.         | Norodom Monineath Szihanouk királynő születésnapja |                                                           |
| Szeptember 24.     | Az alkotmány napja                                 |                                                           |
| Szeptember/Október | Pcsum-Ben-nap                                      | Az "Ősök Napja", kambodzsai vallási fesztivál             |
| Október 29.        | Koronázási ünnep                                   |                                                           |
| Október 31.        | Szihanouk volt király születésnapja                |                                                           |
| Október/November   | Víz-fesztivál                                      | Délkelet-Ázsiában jellemző ünnep                          |
| November 9.        | A függetlenség napja (1953)                        | Nemzeti ünnep                                             |
| December 10.       | Az emberi jogok világnapja                         |                                                           |

## Sport
A hagyományos sportágak közé tartozik a bivalyverseny, a sárkányhajóverseny, a khmer birkózás, a pradal serey és a bokator nevű harcművészetek.

### Labdarúgás
A focit a franciák terjesztették el és népszerűvé vált a helyiek körében, de a professzionális, szervezett klubok a gazdasági viszonyok miatt nem annyira elterjedtek, mint a nyugati országokban.
Az ország labdarúgó-válogatottjának eddigi legnagyobb eredménye az 1972-es Ázsia-kupán elért 4. helye volt.

### Olimpia
Az országnak eddig nincs érme a játékokról.
- Bővebben: Kambodzsa az olimpiai játékokon

### Egyéb
- Pradal serey (wd) (ប្រដាល់សេរី) vagy másképp Kun Khmer (គុណខ្មែរ) - khmer, hagyományos harcművészet
- Bokator (wd) (khmer: ល្បុក្កតោ) - khmer harcművészet
- Sepak takraw (khmer: សីដក់ Sei Dak) - maláj eredetű csapatjáték
- Hagyományos birkózás (ចំបាប់ Bok Cham Bab)